# Division IA du Championnat du monde junior de hockey sur glace 2018
Le tournoi de la Division IA du Championnat du monde junior de hockey sur glace 2018 a lieu dans les patinoires de Courchevel et Méribel en France du 10 au 16 décembre 2017.

## Format de la compétition
Le Championnat du monde junior de hockey sur glace est un ensemble de plusieurs tournois regroupant les nations en fonction de leur niveau. Les meilleures équipes disputent le titre dans la Division Élite.
Les 10 équipes de la Division Élite sont scindées en deux poules de 5 où elles disputent un tour préliminaire. Les 4 meilleures sont qualifiées pour les quarts de finale. Les derniers de chaque poule s'affrontent dans un tour de relégation, au meilleur des 3 matches. Le perdant est relégué en Division IA.
Pour les autres divisions qui comptent 6 équipes (sauf la Division III-Q qui en compte 3), les équipes s’affrontent entre elles et, à l'issue de cette compétition, le premier est promu dans la division supérieure et le dernier est relégué dans la division inférieure.
Lors des phases de poule, les points sont attribués ainsi :
- victoire : 3 points ;
- victoire en prolongation ou aux tirs de fusillade : 2 points ;
- défaite en prolongation ou aux tirs de fusillade : 1 point ;
- défaite : 0 point.

## Résultats
| 10 décembre | Kazakhstan | 3-2 (pr) (0-0, 0-1, 2-1, 1-0) | Allemagne | patinoire de Courchevel 103 spectateurs |

| Feuille de match | Feuille de match | Feuille de match    | Feuille de match                                                | Feuille de match                                                             |
| ---------------- | --- | ------------------- | --------------------------------------------------------------- | ---------------------------------------------------------------------------- |
|                  | - Sam. Daniar (Orekhov) — 42 min 43 s (SN) Sam. Daniar (Beketaïev) — 45 min 11 s (2 SN) - Gatiatov (Orekhov) — 63 min 57 s | 0-1 1-1 2-1 2-2 3-2 | Jahnke (Bokk) — 20 min 58 s - Gawanke (Walther) — 58 min 43 s - | Arbitrage : Miroslav Štefík Juges de lignes : Frédéric Monnaie Mariusz Smura |
| Karataïev        | Gardiens | Pantkowski          |                                                                 | Arbitrage : Miroslav Štefík Juges de lignes : Frédéric Monnaie Mariusz Smura |
| 8 min            | Pénalités | 22 min              |                                                                 | Arbitrage : Miroslav Štefík Juges de lignes : Frédéric Monnaie Mariusz Smura |
| 37               | Tirs | 34                  |                                                                 | Arbitrage : Miroslav Štefík Juges de lignes : Frédéric Monnaie Mariusz Smura |

| 10 décembre | Autriche | 1-6 (0-2, 1-1, 0-3) | France | patinoire de Courchevel 695 spectateurs |

| Feuille de match | Feuille de match                            | Feuille de match            | Feuille de match | Feuille de match                                                                |
| ---------------- | ------------------------------------------- | --------------------------- | --- | ------------------------------------------------------------------------------- |
|                  | - Rossi (Würschl, Wittings) — 21 min 13 s - | 0-1 0-2 1-2 1-3 1-4 1-5 1-6 | Sarlin (Bougro, Texier) — 2 min 40 s (SN) Boudon (Petit, Munoz) — 19 min 54 s (SN) - Olive (Mermoux, Petit) — 37 min 24 s Sarliève-Fonfraid (Munoz, Texier) — 43 min 16 s Boudon (Melin, Petit) — 46 min 16 s (SN) Bougro (Guebey, Texier) — 53 min 55 s | Arbitrage : Roy Stian Hansen Juges de lignes : David Obwegeser Viktor Zinchenko |
| Holzer           | Gardiens                                    | Richard                     | | Arbitrage : Roy Stian Hansen Juges de lignes : David Obwegeser Viktor Zinchenko |
| 24 min           | Pénalités                                   | 8 min                       | | Arbitrage : Roy Stian Hansen Juges de lignes : David Obwegeser Viktor Zinchenko |
| 19               | Tirs                                        | 53                          | | Arbitrage : Roy Stian Hansen Juges de lignes : David Obwegeser Viktor Zinchenko |

| 10 décembre | Hongrie | 1-4 (0-0, 0-2, 1-2) | Lettonie | patinoire de Méribel 150 spectateurs |

| Feuille de match | Feuille de match                  | Feuille de match    | Feuille de match | Feuille de match                                                                |
| ---------------- | --------------------------------- | ------------------- | --- | ------------------------------------------------------------------------------- |
|                  | - Szalma (Kreisz) — 48 min 13 s - | 0-1 0-2 1-2 1-3 1-4 | Krastenbergs — 20 min 58 s Ģēģeris (Svars) — 28 min 10 s - Bērziņš (Nazarovs, Šmons) — 50 min 13 s Ģēģeris (Kaļķis, Smirnovs) — 54 min 9 s (SN) | Arbitrage : Michaël Weber Juges de lignes : Joris Barcelo Nicolas Constantineau |
| K. Tóth          | Gardiens                          | Grigals             | | Arbitrage : Michaël Weber Juges de lignes : Joris Barcelo Nicolas Constantineau |
| 10 min           | Pénalités                         | 8 min               | | Arbitrage : Michaël Weber Juges de lignes : Joris Barcelo Nicolas Constantineau |
| 28               | Tirs                              | 39                  | | Arbitrage : Michaël Weber Juges de lignes : Joris Barcelo Nicolas Constantineau |

| 11 décembre | Lettonie | 2-3 (TB) (1-0, 0-2, 1-0, 0-0, 0-1) | Kazakhstan | patinoire de Méribel 600 spectateurs |

| Feuille de match | Feuille de match                                                                                  | Feuille de match    | Feuille de match                                                                                                   | Feuille de match                                                              |
| ---------------- | ------------------------------------------------------------------------------------------------- | ------------------- | --- | ----------------------------------------------------------------------------- |
|                  | Krastenbergs (Homjakovs, Melnalksnis) — 12 min 48 s - Bērziņš (Ģēģeris, Svars) — 59 min 48 s (JS) | 1-0 1-1 1-2 2-2 2-3 | - Ryzhi (Gatiatov) — 27 min 4 s (SN) Gatiatov (Nazarenko, Moussabaïev) — 36 min 51 s (IN) - Gatiatov — 65 min (TB) | Arbitrage : Stian Hansen Juges de lignes : Nicolas Constantineau Park Jun-soo |
| Grigals          | Gardiens                                                                                          | Karataïev           | | Arbitrage : Stian Hansen Juges de lignes : Nicolas Constantineau Park Jun-soo |
| 12 min           | Pénalités                                                                                         | 8 min               | | Arbitrage : Stian Hansen Juges de lignes : Nicolas Constantineau Park Jun-soo |
| 41               | Tirs                                                                                              | 27                  | | Arbitrage : Stian Hansen Juges de lignes : Nicolas Constantineau Park Jun-soo |

| 11 décembre | France | 4-3 (pr) (2-2, 0-1, 1-0, 1-0) | Hongrie | patinoire de Méribel 600 spectateurs |

| Feuille de match | Feuille de match | Feuille de match            | Feuille de match                                                                                   | Feuille de match                                                               |
| ---------------- | --- | --------------------------- | -------------------------------------------------------------------------------------------------- | ------------------------------------------------------------------------------ |
|                  | - Olive (Melin, Petit) — 14 min 26 s (SN) Berard (Sarlin, Gleizes) — 18 min 12 s - Berard (Melin, Sarlin) — 55 min 43 s Guebey (Texier, Boudon) — 61 min 23 s (SN) | 0-1 1-1 2-1 2-2 2-3 3-3 4-3 | Fejes (Vértes) — 2 min 39 s - Szalma (Fejes) — 19 min 27 s Szalma (Horváth, Szita) — 26 min 19 s - | Arbitrage : Scott Ferguson Juges de lignes : Frédéric Monnaie Viktor Zinchenko |
| Richard          | Gardiens | Garbacz                     | | Arbitrage : Scott Ferguson Juges de lignes : Frédéric Monnaie Viktor Zinchenko |
| 4 min            | Pénalités | 10 min                      | | Arbitrage : Scott Ferguson Juges de lignes : Frédéric Monnaie Viktor Zinchenko |
| 44               | Tirs | 29                          | | Arbitrage : Scott Ferguson Juges de lignes : Frédéric Monnaie Viktor Zinchenko |

| 12 décembre | Allemagne | 4-1 (1-1, 2-0, 1-0) | Autriche | patinoire de Méribel 221 spectateurs |

| Feuille de match | Feuille de match | Feuille de match    | Feuille de match                      | Feuille de match                                                          |
| ---------------- | --- | ------------------- | ------------------------------------- | ------------------------------------------------------------------------- |
|                  | Busch (Glaser, Strodel) — 4 min 19 s - Walther (Soramies, Postel) — 28 min 15 s Huß (Bokk, Eder) — 29 min 6 s (SN) Eder (Hessler, Bindels) — 51 min 5 s | 1-0 1-1 2-1 3-1 4-1 | - Baumgartner (Maier) — 15 min 31 s - | Arbitrage : Michaël Weber Juges de lignes : David Obwegeser Mariusz Smura |
| Pantkowski       | Gardiens | Holzer              |                                       | Arbitrage : Michaël Weber Juges de lignes : David Obwegeser Mariusz Smura |
| 12 min           | Pénalités | 6 min               |                                       | Arbitrage : Michaël Weber Juges de lignes : David Obwegeser Mariusz Smura |
| 33               | Tirs | 26                  |                                       | Arbitrage : Michaël Weber Juges de lignes : David Obwegeser Mariusz Smura |

| 13 décembre | Hongrie | 3-5 (1-2, 0-1, 2-2) | Kazakhstan | patinoire de Courchevel 91 spectateurs |

| Feuille de match | Feuille de match                                                                                               | Feuille de match                | Feuille de match | Feuille de match                                                          |
| ---------------- | --- | ------------------------------- | --- | ------------------------------------------------------------------------- |
|                  | Papp (Péter, Szita) — 7 min 39 s (SN) - Molnár (Mihály, Sándor) — 46 min 13 s Vértes (G. Tóth) — 51 min 18 s - | 1-0 1-1 1-2 1-3 2-3 3-3 3-4 3-5 | - Saï. Daniar (Orekhov, Sam. Daniar) — 9 min 54 s (SN) Gatiatov (Melikhov, Pismarkine) — 17 min 31 s Orekhov (Beketaïev) — 26 min 41 s (SN) - Beketaïev (Mouratov, Moukhametov) — 55 min 17 s Nazarnko (Beketaïev) — 57 min 42 s (CV) | Arbitrage : Roy Stian Hansen Juges de lignes : Joris Barcelo Park Jun-soo |
| Garbacz          | Gardiens | Karataïev                       | | Arbitrage : Roy Stian Hansen Juges de lignes : Joris Barcelo Park Jun-soo |
| 20 min           | Pénalités | 10 min                          | | Arbitrage : Roy Stian Hansen Juges de lignes : Joris Barcelo Park Jun-soo |
| 26               | Tirs | 25                              | | Arbitrage : Roy Stian Hansen Juges de lignes : Joris Barcelo Park Jun-soo |

| 13 décembre | Allemagne | 4-0 (3-0, 0-0, 1-0) | France | patinoire de Courchevel 817 spectateurs |

| Feuille de match | Feuille de match | Feuille de match                        | Feuille de match | Feuille de match                                                               |
| ---------------- | --- | --------------------------------------- | ---------------- | ------------------------------------------------------------------------------ |
|                  | Bokk (Gawanke, Huß) — 4 min 17 s (SN) Seider (Jahnke, Adam) — 6 min 46 s (SN) Soramies (Postel) — 7 min 5 s Jahnke (Kiefersauer, Reiter) — 59 min 16 s | 1-0 2-0 3-0 4-0                         | -                | Arbitrage : Miroslav Štefík Juges de lignes : David Obwegeser Viktor Zinchenko |
| Pantkowski       | Gardiens | Richard (7 min 5 s) Junca (52 min 55 s) |                  | Arbitrage : Miroslav Štefík Juges de lignes : David Obwegeser Viktor Zinchenko |
| 10 min           | Pénalités | 10 min                                  |                  | Arbitrage : Miroslav Štefík Juges de lignes : David Obwegeser Viktor Zinchenko |
| 38               | Tirs | 28                                      |                  | Arbitrage : Miroslav Štefík Juges de lignes : David Obwegeser Viktor Zinchenko |

| 13 décembre | Lettonie | 5-1 (2-0, 0-0, 3-1) | Autriche | patinoire de Méribel 132 spectateurs |

| Feuille de match | Feuille de match | Feuille de match        | Feuille de match                           | Feuille de match                                                                 |
| ---------------- | --- | ----------------------- | ------------------------------------------ | -------------------------------------------------------------------------------- |
|                  | Ģēģeris (Kārkls, Smirnovs) — 9 min 13 s (SN) Smirnovs (Svars, Kārkls) — 9 min 50 s (SN) Bļugers (Svars, Smirnovs) — 47 min 18 s (SN) Kārkls (Svars, Ģēģeris) — 49 min 20 s (SN) Krastenbergs (Homjakovs, Smons) — 21 min 24 s - | 1-0 2-0 3-0 4-0 5-0 5-1 | - Feldner (Würschl, Pilgram) — 57 min 16 s | Arbitrage : Scott Ferguson Juges de lignes : Nicolas Constantineau Mariusz Smura |
| Grigals          | Gardiens | Holzer                  |                                            | Arbitrage : Scott Ferguson Juges de lignes : Nicolas Constantineau Mariusz Smura |
| 8 min            | Pénalités | 24 min                  |                                            | Arbitrage : Scott Ferguson Juges de lignes : Nicolas Constantineau Mariusz Smura |
| 36               | Tirs | 19                      |                                            | Arbitrage : Scott Ferguson Juges de lignes : Nicolas Constantineau Mariusz Smura |

| 14 décembre | France | 0-1 (pr) (0-0, 0-0, 0-0, 0-1) | Lettonie | patinoire de Méribel 533 spectateurs |

| Feuille de match | Feuille de match | Feuille de match | Feuille de match      | Feuille de match                                                          |
| ---------------- | ---------------- | ---------------- | --------------------- | ------------------------------------------------------------------------- |
|                  | -                |                  | Smirnovs — 60 min 6 s | Arbitrage : Michaël Weber Juges de lignes : Frédéric Monnaie Park Jun-soo |
| Junca            | Gardiens         | Grigals          |                       | Arbitrage : Michaël Weber Juges de lignes : Frédéric Monnaie Park Jun-soo |
| 28 min           | Pénalités        | 22 min           |                       | Arbitrage : Michaël Weber Juges de lignes : Frédéric Monnaie Park Jun-soo |
| 18               | Tirs             | 30               |                       | Arbitrage : Michaël Weber Juges de lignes : Frédéric Monnaie Park Jun-soo |

| 15 décembre | Allemagne | 7-2 (1-0, 2-1, 4-1) | Hongrie | patinoire de Courchevel 482 spectateurs |

| Feuille de match | Feuille de match | Feuille de match                    | Feuille de match                                                                    | Feuille de match                                                             |
| ---------------- | --- | ----------------------------------- | ----------------------------------------------------------------------------------- | ---------------------------------------------------------------------------- |
|                  | Gawanke (Jahnke, Kiefersauer) — 11 min 58 s - Busch (Gawanke, Eder) — 29 min 15 s (SN) Jahnke (Kiefersauer, Hessler) — 36 min 45 s Eder (Bokk, Huß) — 40 min 43 s Busch (Eder, Gawanke) — 43 min 56 s (SN) - Bindels (Bokk, Eder) — 57 min 10 s Walther — 59 min 46 s | 1-0 1-1 2-1 3-1 4-1 5-1 5-2 6-2 7-2 | - Majoross (G. Tóth, Szabó) — 22 min 53 s - Horváth (Szabó, Vértes) — 55 min 54 s - | Arbitrage : Miroslav Štefík Juges de lignes : Joris Barcelo Frédéric Monnaie |
| Pantkowski       | Gardiens | K. Tóth                             |                                                                                     | Arbitrage : Miroslav Štefík Juges de lignes : Joris Barcelo Frédéric Monnaie |
| 10 min           | Pénalités | 12 min                              |                                                                                     | Arbitrage : Miroslav Štefík Juges de lignes : Joris Barcelo Frédéric Monnaie |
| 32               | Tirs | 33                                  |                                                                                     | Arbitrage : Miroslav Štefík Juges de lignes : Joris Barcelo Frédéric Monnaie |

| 15 décembre | Kazakhstan | 3-2 (3-1, 0-1, 0-0) | Autriche | patinoire de Courchevel 152 spectateurs |

| Feuille de match                               | Feuille de match | Feuille de match    | Feuille de match                                                          | Feuille de match                                                            |
| ---------------------------------------------- | --- | ------------------- | ------------------------------------------------------------------------- | --------------------------------------------------------------------------- |
|                                                | - Pismarkine (Gatiatov, Nazarenko) — 1 min 52 s Gousseinov (Polokhov) — 6 min 28 s Nazarenko (Pismarkine) — 6 min 51 s - | 0-1 1-1 2-1 3-1 3-2 | Baumgartner — 1 min 23 s - Baumgartner (Klockl, Maier) — 22 min 30 s (SN) | Arbitrage : Scott Ferguson Juges de lignes : Mariusz Smura Viktor Zinchenko |
| Karataïev (4 min 49 s) Boïarkine (55 min 11 s) | Gardiens | Zimmermann          |                                                                           | Arbitrage : Scott Ferguson Juges de lignes : Mariusz Smura Viktor Zinchenko |
| 10 min                                         | Pénalités | 14 min              |                                                                           | Arbitrage : Scott Ferguson Juges de lignes : Mariusz Smura Viktor Zinchenko |
| 40                                             | Tirs | 24                  |                                                                           | Arbitrage : Scott Ferguson Juges de lignes : Mariusz Smura Viktor Zinchenko |

| 16 décembre | Lettonie | 1-0 (0-0, 1-0, 0-0) | Allemagne | patinoire de Courchevel 187 spectateurs |

| Feuille de match | Feuille de match                        | Feuille de match | Feuille de match | Feuille de match                                                             |
| ---------------- | --------------------------------------- | ---------------- | ---------------- | ---------------------------------------------------------------------------- |
|                  | Krastenbergs (Komuls) — 26 min 6 s (SN) | 1-0              | -                | Arbitrage : Miroslav Stefik Juges de lignes : Joris Barcelo Frédéric Monnaie |
| Grigals          | Gardiens                                | Pantkowski       |                  | Arbitrage : Miroslav Stefik Juges de lignes : Joris Barcelo Frédéric Monnaie |
| 10 min           | Pénalités                               | 12 min           |                  | Arbitrage : Miroslav Stefik Juges de lignes : Joris Barcelo Frédéric Monnaie |
| 26               | Tirs                                    | 33               |                  | Arbitrage : Miroslav Stefik Juges de lignes : Joris Barcelo Frédéric Monnaie |

| 16 décembre | Autriche | 5-2 (2-1, 2-1, 1-0) | Hongrie | patinoire de Méribel 250 spectateurs |

| Feuille de match | Feuille de match | Feuille de match            | Feuille de match                                                   | Feuille de match                                                                    |
| ---------------- | --- | --------------------------- | ------------------------------------------------------------------ | ----------------------------------------------------------------------------------- |
|                  | Rossi (Feldner) — 7 min - Feldner (Witting, Rossi) — 13 min 15 s Baumgartner (Harnisch, Maier) — 27 min 30 s Rossi (Pilloni, Maier) — 29 min 36 s - Feldner (Rossi, Witting) — 57 min 21 s | 1-0 1-1 2-1 3-1 4-1 4-2 5-2 | - Vértes — 12 min 16 s - Fejes (Kiss, Horváth) — 39 min 2 s (SN) - | Arbitrage : Roy Stian Hansen Juges de lignes : Nicolas Constantineau David Obwegese |
| Holzer           | Gardiens | Garbacz                     |                                                                    | Arbitrage : Roy Stian Hansen Juges de lignes : Nicolas Constantineau David Obwegese |
| 8 min            | Pénalités | 10 min                      |                                                                    | Arbitrage : Roy Stian Hansen Juges de lignes : Nicolas Constantineau David Obwegese |
| 33               | Tirs | 35                          |                                                                    | Arbitrage : Roy Stian Hansen Juges de lignes : Nicolas Constantineau David Obwegese |

| 16 décembre | France | 1-6 (0-1, 1-2, 0-3) | Kazakhstan | patinoire de Courchevel 1 010 spectateurs |

| Feuille de match | Feuille de match                      | Feuille de match            | Feuille de match | Feuille de match                                                        |
| ---------------- | ------------------------------------- | --------------------------- | --- | ----------------------------------------------------------------------- |
|                  | - Munoz (Boudon) — 34 min 58 s (SN) - | 0-1 0-2 0-3 1-3 1-4 1-5 1-6 | Saï. Daniar (Mouratov, Orekhov) — 5 min 49 s (SN) Melikhov — 27 min 29 s (TP) Nazarenko (Gatiatov, Orekhov) — 31 min 33 s (SN) - Gousseinov (Melikhov) — 55 min 10 s (2 SN) Beketaïev (Saï. Daniar, Orekhov) — 57 min 56 s (2 SN) Nazarenko — 59 min 44 s (SN) | Arbitrage : Scott Ferguson Juges de lignes : Park Jun-soo Mariusz Smura |
| Junca            | Gardiens                              | Boïarkine                   | | Arbitrage : Scott Ferguson Juges de lignes : Park Jun-soo Mariusz Smura |
| 96 min           | Pénalités                             | 51 min                      | | Arbitrage : Scott Ferguson Juges de lignes : Park Jun-soo Mariusz Smura |
| 29               | Tirs                                  | 44                          | | Arbitrage : Scott Ferguson Juges de lignes : Park Jun-soo Mariusz Smura |

## Classement final
| Clt   | Équipe       | PJ | V | VP | D | DP | BP | BC | Diff | Pts |
| ----- | ------------ | -- | - | -- | - | -- | -- | -- | ---- | --- |
| +001, | Kazakhstan   | 5  | 3 | 2  | 0 | 0  | 20 | 10 | +10  | 13  |
| +002, | Lettonie (R) | 5  | 3 | 1  | 0 | 1  | 13 | 5  | +8   | 12  |
| +003, | Allemagne    | 5  | 3 | 0  | 1 | 1  | 17 | 7  | +10  | 10  |
| +004, | France       | 5  | 1 | 1  | 2 | 1  | 11 | 15 | -4   | 6   |
| +005, | Autriche     | 5  | 1 | 0  | 4 | 0  | 10 | 20 | -10  | 3   |
| +006, | Hongrie (P)  | 5  | 0 | 0  | 4 | 1  | 11 | 25 | -14  | 1   |

- Promu en Division Élite en 2019
- Relégué en Division IB en 2019

Pour les significations des abréviations, voir statistiques du hockey sur glace.

## Récompenses individuelles
| Rang | Joueur           | Pays       | PJ | B | A | Pts | +/− | Pun |
| ---- | ---------------- | ---------- | -- | - | - | --- | --- | --- |
| 1    | Artour Gatiatov  | Kazakhstan | 5  | 4 | 3 | 7   | +5  | 0   |
| 2    | Valeri Orekhov   | Kazakhstan | 5  | 1 | 6 | 7   | -3  | 2   |
| 3    | Nikita Nazarenko | Kazakhstan | 5  | 4 | 2 | 6   | +2  | 4   |
| 4    | Tobias Eder      | Allemagne  | 5  | 2 | 4 | 6   | +4  | 4   |
| 5    | Emīls Ģēģeris    | Lettonie   | 5  | 3 | 2 | 5   | +3  | 12  |
| 5    | Charlie Jahnke   | Allemagne  | 5  | 3 | 2 | 5   | +3  | 2   |
| 5    | Marco Rossi      | Autriche   | 5  | 3 | 2 | 5   | +3  | 8   |
| 8    | Adil Beketaïev   | Kazakhstan | 5  | 2 | 3 | 5   | +3  | 2   |
| 8    | Leon Gawanke     | Allemagne  | 5  | 2 | 3 | 5   | +5  | 2   |
| 8    | Deniss Smirnovs  | Lettonie   | 5  | 2 | 3 | 5   | +3  | 6   |

| Rang | Joueur           | Pays       | Min          | BC | Moy  | %Arr  | Bl |
| ---- | ---------------- | ---------- | ------------ | -- | ---- | ----- | -- |
| 1    | Gustavs Grigals  | Lettonie   | 304 min 30 s | 5  | 0,99 | 96,00 | 2  |
| 2    | Mirko Pantkowski | Allemagne  | 302 min 7 s  | 7  | 1,39 | 95,33 | 1  |
| 3    | Julian Junca     | France     | 173 min 1 s  | 8  | 2,77 | 92,59 | 0  |
| 4    | Denis Karataïev  | Kazakhstan | 193 min 46 s | 8  | 2,48 | 92,38 | 0  |
| 5    | Jakob Holzer     | Autriche   | 240 min 0 s  | 17 | 4,25 | 89,17 | 0  |
| 6    | Máté Garbacz     | Hongrie    | 180 min 56 s | 13 | 4,31 | 87,13 | 0  |
| 7    | Gaëtan Richard   | France     | 128 min 28 s | 7  | 3,27 | 86,54 | 0  |

Pour les significations des abréviations, voir statistiques du hockey sur glace.
Nota : seuls sont classés les gardiens ayant joué au minimum 40 % du temps de jeu de leur équipe.